# Geniostoma stipulare
Geniostoma stipulare är en tvåhjärtbladig växtart som beskrevs av A. C. Smith och Stone. Geniostoma stipulare ingår i släktet Geniostoma och familjen Loganiaceae. Inga underarter finns listade i Catalogue of Life.